# Ау-у! (фільм)
«Ау-у!» — російський радянський кіноальманах. Дебют молодих режисерів.

## Сюжет
Фільм складається з трьох кіноновел: «І під'їхали до хати свати... Або пригоди письменника Сені у пошуках слова потаємного», «Пісня, або як великий Луарсаб хор організовував», «Що наше життя?! Або що наше життя?!».

### І під'їхали до хати свати...
Герой фільму письменник Сеня ( В'ячеслав Невинний), слухаючи розповіді домробітниці Єрмолаївни, черпає матеріал для своїх «сільських» романів. Але одного разу його діяльність переривається у зв'язку з терміновим від'їздом Єрмолаївни в село. У пошуках «потрібного слівця» мріє про якнайшвидше повернення домробітниці. Він їде до неї в село, де переживає кумедні пригоди, стикаючись з реальним життям, зовсім не схожим на його творчість...

### Пісня, або як великий Луарсаб хор організовував
У гірське грузинське село приїжджає «міський гість» з наміром створити хор довгожителів. Всі старі села дуже хочуть співати в хорі, але потрібно всього сім осіб. Щоб домогтися свого і поїхати на фестиваль, претенденти вигадують всілякі кумедні виверти... «Септет буває і двадцять осіб, септет буває і тридцять осіб...».

### Що наше життя?! Або що наше життя?!
Під час музичного спектаклю з життя середньовічної Франції король Людовик XIV (Володимир Басов) (він же голова місцевкому театру) по ходу дії п'єси несподівано переходить на мюзикл, у якому засуджує актора Пташука (Леонід Куравльов), котрий надмірно і не на часі зловживає алкоголем. До дії підключається і зал для глядачів. В результаті Геннадій перевиховується, обіцяє віддавати зарплату своїй дружині Людмилі (Ірина Муравйова) і дає слово назавжди кинути пити.

## У ролях
- В'ячеслав Невинний — письменник Сеня
- Леонід Куравльов — Пташук
- Нодар Піранішвілі — Луарсаб, керівник хору
- Надія Румянцева — дружина Сені
- Георгій Віцин — вчений-етнограф
- Микола Парфьонов — житель села Малі Овчини, небайдужий глядач
- Наталія Крачковська — продавчиня
- Володимир Басов — Андрій Степанович / Король
- Валентина Титова — акторка / Королева
- Ірина Муравйова — Людмила
- Савелій Крамаров — Вася / герцог Луазо
- Сергій Філіппов — актор / Абабуа
- Спартак Мішулін — Спартак Васильович / Придворний
- Гурген Тонунц — актор / Придворний
- Людмила Шагалова — акторка / Придворна
- Давид Абашидзе — Варлаам Кіпанідзе, танцюрист, бухгалтер колгоспу
- Бухуті Закаріадзе — Бухуті, учасник септету
- Олександре Купрашвілі — учасник септету
- Шалва Херхеулідзе — учасник септету
- Юрій Цанава — Мелітон, голова колгоспу
- Варлам Цуладзе — Іларіон, учасник септету
- Валентина Владимирова — торгівчиня овочами
- Марія Скворцова — Надія Єрмолаївна Полєнова
- Володимир Піцек — Ваня, чоловік торгівчині
- Валентин Брилєєв — сержант міліції
- Зоя Ісаєва — покупчиня на ринку
- Вахтанг Нінуа — Іполит Піпія
- Димитрій Оміадзе — учасник септету
- Акакій Доборджінідзе — учасник септету
- Давид Окросцварідзе — епізод
- Оліа Джаніашвілі — епізод
- Гурам Ніколаїшвілі — Кирилов, водій вантажівки
- Георгій Георгіу — сонний глядач
- Еммануїл Геллер — диригент
- Олександра Попова — дружина небайдужого глядача
- Іван Косих — глядач-військовий
- Герман Качин — журналіст
- Людмила Карауш — глядачка в першому ряду
- Олександр Вігдоров — помреж
- К. Сімбін — епізод
- Олег Панов — епізод
- Анатолій Веденкин — епізод
- Олексій Панькин — актор, що б'є в гонг
- Михайло Селютин — епізод
- Володимир Ткалич — актор, який грає на трубі
- Володимир Винокур — актор (немає в титрах)
- Світлана Коновалова — гримерка (немає в титрах)